# Stortriss
Stortriss är en segelbåt som tillverkades i slutet av 1960-talet och under 1970-talet. Den finns i två varianter; Mark I som kom 1967 och den vanligare Mark II som kom 1971.
Mark I kostade 10 750 kronor när den kom ut på marknaden.
Skillnaden mellan Mark I och Mark II är att Mark II saknar skarndäck för att skapa mer plats i ruffen. Båda versionerna är osänkbara tack vare polyuretanskum under kojerna. Båten är också mycket svårvält.
I boken 500 segelbåtar i test skriver författaren Curt Gelin att båten bör seglas lågt för att den ska ha "godtagbar fart" och att han upplever den som underriggad. Båten beskrivs vara på gränsen till att vara för vek för nybörjare.
Stortrissen är väldigt rymlig, man kan sova 4 personer i den.

## Källhänvisningar
- Sailguide Stortriss